# Villanueva Club de Fútbol
El Villanueva Club de Fútbol es un club de fútbol español de la localidad de Villanueva de Gállego, en la provincia de Zaragoza. Fue fundado originalmente en 1929 y compite actualmente en la Regional Preferente de Aragón (Grupo II).

## Historia
El Villanueva Club de Fútbol, se fundó en el año 1929, y compitió en las categorías regionales aragonesas hasta su ascenso por primera vez a la Tercera División de España en 1997, categoría en la cual sólo ha estado ausente tres temporadas desde su debut en la misma. Actualmente tiene equipos en fútbol senior y fútbol base, así como en la disciplina masculina y la femenina.

## Estadio
El terreno de juego del Villanueva es el Estadio Nuevo Enrique Porta, con capacidad para más de 3000 espectadores –hasta antes de su remodelación tenía una capacidad para dos mil espectadores–, y se encuentra emplazado en los aledaños de la Universidad San Jorge.
El campo de fútbol de la localidad es conocido con el nombre de Enrique Porta desde 1997, en el año 2008 el anterior estadio fue demolido para construir el actual, moderno, con tribuna cubierta, y mayor capacidad, dotado además de césped artificial, y que llevaría el nombre de Nuevo Enrique Porta.
Recibe su nombre del afamado delantero villanovense Enrique Porta, que compitió en equipos como el Granada, Real Zaragoza, Huesca o Terrassa, y que llegó a ser Pichichi de la Primera División de España con el Granada Club de Fútbol en la temporada 1971-72.
El estadio ha sido utilizado también por otros clubs, como el Club Deportivo Teruel para preparar alguna de sus pretemporadas, o el Zaragoza Club de Fútbol Femenino para disputar sus partidos y entrenamientos.

## Uniforme
- Uniforme titular: Camiseta azulgrana, pantalón azul oscuro y medias azul oscuro.
- Uniforme alternativo: Camiseta blanca, pantalón blanco, medias blancas.

## Entrenadores
Cronología de los entrenadores
- 2005-2006: José Ignacio Soler.
- 2017-2020: Quique Benedí.[4]
- 2020-2020: Jorge Caraballo.[5]
- 2020-2020: Manu Tena.[6]
- 2020-Presente: Héctor Cotado.[7]

## Datos del club
- Temporadas en Tercera División: 20.
- Clasificación histórica de la Tercera División: 287º.

## Palmarés

### Campeonatos regionales
- Regional Preferente de Aragón (3): 1996-97 (Grupo I), 2003-04 (Grupo 1), 2017-18 (Grupo I).
- Primera Regional de Aragón (2): 1952-53 (Grupo II), 1984-85 (Grupo II).
- Segunda Regional de Aragón (1): 1982-83 (Grupo III).
- Subcampeón de la Segunda Regional de Aragón (1): 1980-81 (Grupo III).